# Ilos
Ilos i grekisk mytologi, son till Tros och bror till Assarakos och Ganymedes. Ilos fick av Frygiens kung som pris vid en tävling 50 ynglingar och 50 jungfrur samt, till följd av ett orakel, en brokig ko jämte uppdrag att bygga en stad på det ställe, där kon lade sig. På detta sätt blev Ilos grundläggare av det äldsta Ilion (Troja). Han bad därefter Zeus ge honom något tecken på tacksamhet och fann följande dag den heliga Pallasbilden i palladion framför sitt tält. Ilos skall ha fördrivit Tantalos och hans son Pelops från Paflagonien. Namnet Ilion härleds till Ilos och Troja till Tros.